# Alcide Delmont

Alcide Delmont, né le 2 octobre 1874 à Saint-Pierre (Martinique) et mort le 14 octobre 1959 à Brannay (Yonne), est un avocat et homme politique français.

## Biographie
Alice Delmont se porte candidat à l’élection d’un délégué au Conseil supérieur des Colonies en décembre 1903 mais perd face à Louis Légasse.
Titulaire d'un doctorat en droit, Alcide Delmont est admis au Barreau de Paris le 11 février 1904 comme avocat. Secrétaire de la conférence du stage des avocats à la cour d'appel de Paris dans la promotion de Pierre Masse (1906-1907), il mène pendant près de 50 ans une double carrière politique et judiciaire. Il est également membre du comité central de la Ligue des droits de l'homme.
De 1924 à 1936 il est député de la Martinique comme républicain-socialiste puis comme indépendant de gauche, groupe parlementaire siégeant au centre-droit, comme beaucoup de groupes du temps comportant le mot « gauche »[réf. nécessaire].
Il est sous-secrétaire d'État aux Colonies du 3 novembre 1929 au 17 février 1930 et du 2 mars au 30 décembre 1930, dans les gouvernements André Tardieu (1) et André Tardieu (2). Alcide Delmont est le deuxième Martiniquais de l'histoire après Henri Lémery à être membre d'un gouvernement français. Sa nomination fait l'objet d'une correspondance entre le député guadeloupéen Gratien Candace et le publiciste et sociologue africain américain W. E. B. Du Bois, ce dernier sollicitant Candace pour obtenir la photo de Delmont et la publier aux États-Unis dans The Crisis.

## Distinctions
- Officier de la Légion d'honneur (11 juin 1937)[4]
- Croix de guerre 1914–1918